# Grandes Chroniques de France

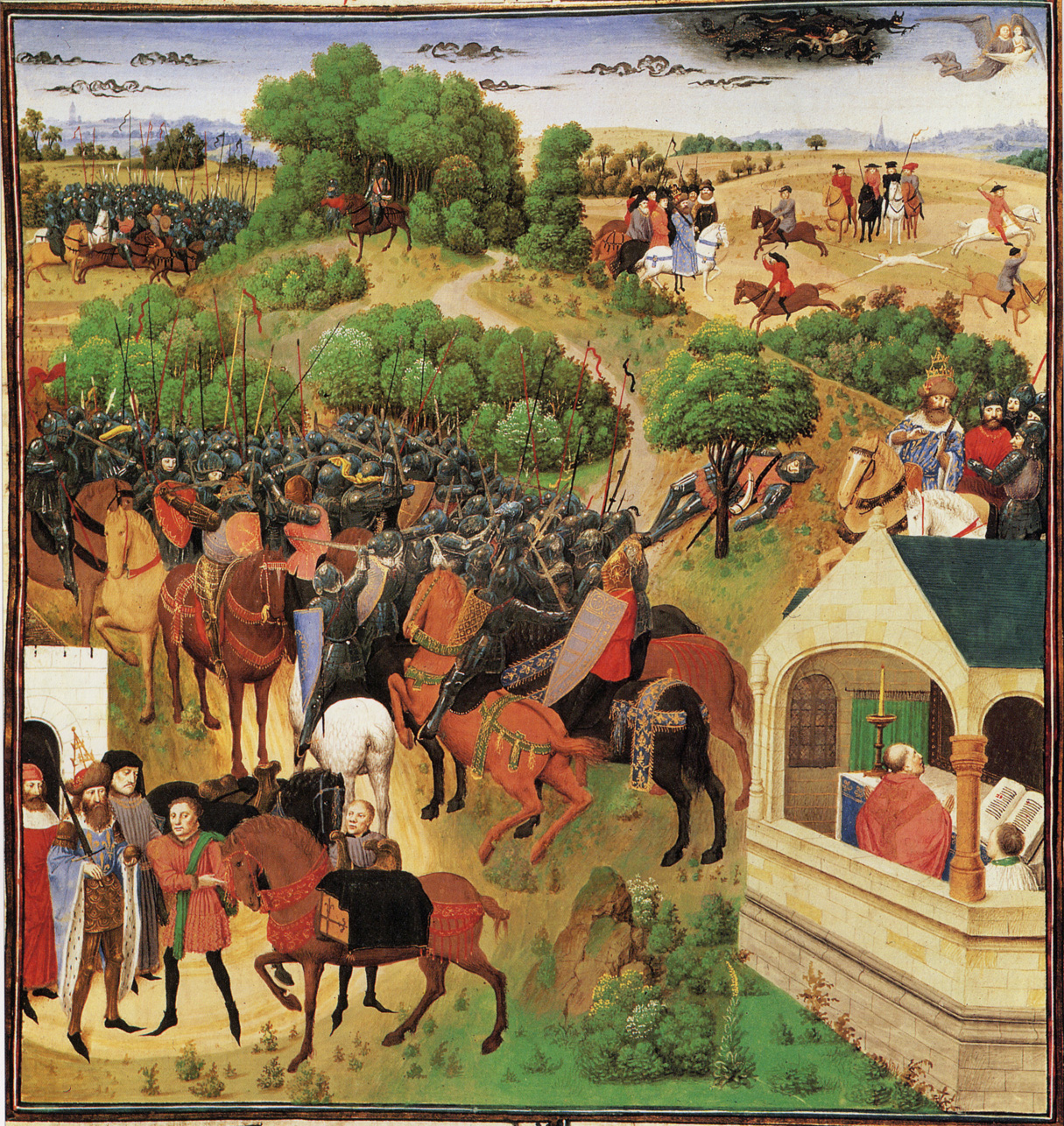
Acht Szenen der Geschichte Rolands in einem Bild:
Illumination der Grandes Chroniques de France, Exemplar Philipps des Guten, Mitte 15. Jh.

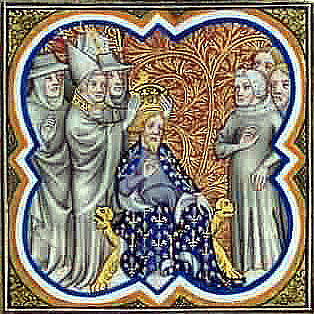
Grandes Chroniques de France, 14. Jahrhundert: die Kaiserkrönung Karls des Großen

Die Grandes Chroniques de France sind ein Werk der mittelalterlichen Geschichtsschreibung, bestehend aus mehreren unabhängigen Chroniken, die durch Texte anderer Herkunft ergänzt wurden.
Ursprünglich handelte es sich um eine Kompilation verschiedener Texte zur französischen Geschichte und Monarchie, beginnend bei den überlieferten trojanischen Wurzeln, die von Matthäus von Vendôme († 1286), Abt von Saint-Denis, in Auftrag gegeben wurden. Das Werk hatte bald ähnlich hohe symbolische Bedeutung wie die Wiederherstellung der königlichen Gräber in der Abtei.
Die Mönche der Abtei stellten die verfügbaren Quellen zusammen:
- zur Geschichte der Merowinger:
  - die Gesta regum Francorum (oder Historia Francorum) von Aimoin von Fleury (um 970–nach 1008)
  - die Gesta Dagoberti vermutlich von Hilduin von Saint-Denis (um 835), manchmal auch Hinkmar von Reims (800/810–882) zugeschrieben
- zur Geschichte der Karolinger:
  - die Annales Laureshamenses (Lorscher Annalen)
  - die Vita Caroli Magni (Leben Karls des Großen) Einhards (um 770–840)
  - die Vita Hludowici Imperatoris (Leben Kaiser Ludwigs) von Astronomus
- sowie:
  - die Gesta normannorum ducum (Taten der normannischen Herzöge) des Wilhelm von Jumièges (2. Hälfte des 11. Jahrhunderts)
  - die Vita Ludovici VI (Leben Ludwigs VI.) von Suger von Saint-Denis (1081–1151)
  - die Gesta Philippi Augusti (Taten Philipp Augusts) von Rigord (um 1160–1206) und Wilhelm dem Bretonen (um 1160–1226)

Aus den Quellen wurden die Annalen von Saint-Denis oder Lateinischen Chroniken von Saint-Denis (frz. Chroniques de Saint-Denis) zusammengestellt, die sich heute in der Bibliothèque nationale de France befinden, und die Basis der späteren Grandes Chroniques de France bilden.
In den 1260er Jahren wurde die Idee geboren, eine quasi-offizielle Historiographie in französischer Sprache zu verfassen. Ein erster Versuch wurde durch einen Spielmann im Dienst Alfons von Poitiers (1220–1271) unternommen, der die Geschichte der Könige Frankreichs übersetzte, die bis 1214 mit Hilfe verschiedener Chroniken und der Archive der Abtei Saint-Denis verfasst worden war. Bevor diese Übersetzung sich durchsetzen konnte, beauftragte Matthäus von Vendôme 1274 den Mönch Primat mit der Übersetzung der Lateinischen Chroniken aus dem Jahr 1250. Dieser neue Text, von dem eine Abschrift König Philipp III. (1245–1285) geschenkt wurde (sie befindet sich in der Bibliothek Sainte-Geneviève) wurde sofort ein Erfolg und ermutigte zu Fortsetzungen.
Wilhelm von Nangis († um 1300), der in Saint-Denis die Urkunden betreute, ergänzte die Lateinischen Chroniken um die Regierungszeiten der Könige Ludwig der Heilige (1214–1270) und Philipp III., und besorgte anschließend selbst die Übersetzung seines Werkes ins Französische. Mehrere Fortsetzungen erschienen zwischen 1285 und 1350 auf Latein, die von anderen Mönchen in mehreren Etappen ins Französische übersetzt wurden, die dann zur Fortsetzung der Grandes Chronique de France wurden. Einige Entlehnungen wurden von Richard Lescot gemacht, einem Mönch in Saint-Denis, der für die Jahre 1328 bis 1344 die Fortsetzung der Chronik Géraud de Frachet (1205–1271) schrieb.
König Karl V. (1338–1380) brach schließlich mit der monastischen Tradition dieser Geschichtsschreibung, als er dem Unternehmen einen offizielleren und auch politischeren Charakter gab. Die Mönche setzten die Arbeit an den Lateinischen Chroniken fort, von denen die bekannteste und die (aufgrund eigenem Erleben) der Realität am nächsten stehende die Chronique du Réligieux de Saint-Denis ist, die die Jahre 1380 bis 1416 abdeckt. Der Autor dieses Textes ist vermutlich der Vorsänger der Abtei, Michel Pinthouin.
Pierre d’Orgemont, der Kanzler Karls V., redigierte selbst die Abschnitte, die seinen König betrafen, wodurch das Ergebnis zu einer Apologie des Monarchen wurde. Für Karl VI. (1368–1422) übernahm man (bis zum Jahr 1402) einen Text von Jean Juvénal des Ursins (1388–1473), das heißt, den ersten Teil einer französischen Kurzfassung des lateinischen Werks des „Mönchs von Saint-Denis“, den Juvénal des Ursins, zu der Zeit Advokat am Parlement in Poitiers um 1431 verfasste, um seine Familie und seine persönliche Rolle herauszustellen. Für die Jahre 1403 bis 1422 wurde der Text durch die Aufnahme von Gilles Le Bouviers (1386-nach 1454) Chronique de Héraut Berry vervollständigt.
Ab 1422 kehrte die offizielle Geschichtsschreibung in französischer Sprache nach Saint-Denis zurück. Der Mönch Jean Chartier (um 1390–1464) wurde 1437 zum offiziellen Geschichtsschreiber des Königs ernannt, mit der Aufgabe, die Grandes Chroniques de France um die Regierungszeit Karls VII. (1403–1461) zu ergänzen. Dessen Text, der im Jahr 1450 abbricht, wurde 1476/77 von der Pariser Buchhandlung Pasquier Bonhomme veröffentlicht.
Unter den vielen oft illuminierten Manuskripten sticht das Luxusexemplar heraus, das kurz vor 1380 für Karl V. hergestellt wurde, und an dem fünf Pariser Buchmaler, darunter auch der Maître aux Boqueteaux arbeiteten. Dieses ikonografische Werk war Teil der Repräsentation anlässlich des Paris-Besuchs Kaiser Karls IV.

## Ausgaben
- Grandes Chroniques de France, 15. Jahrhundert, Neuauflage in 10 Bänden, 1920–1953, Paris, Editions J. Viard
- Jean Fouquet. Die Bilder der Grandes Chroniques de France. Mit der originalen Wiedergabe aller 51 Miniaturen von Manuscrit français 6465 der Bibliothèque nationale in Paris. Beiträge von François Avril, Marie-Thérèse Gousset, Bernard Guenée, Graz 1987